# 코티펠토
코티펠토(KOTIPELTO)는 티모 코티펠토의 솔로 활동 프로젝트에 의해 결성된 파워 메탈 밴드로, 싱글 Beginning은 핀란드에서 TOP 10에 집입하였고, 세 번째 싱글 앨범인 Reasons은, 핀란드 차트에 등장하자마자 1위를 차지했다.

## 앨범 목록

### 정규 앨범
- Waiting for the Dawn (2002)
- Coldness (2004)
- Serenity (2007)

### 싱글 앨범
- Beginning (2002)
- Reasons (2004)
- Take Me Away (2004)
- Sleep Well (2006)

## 구성원
- 티모 코티펠토 - 보컬

### 게스트

#### Waiting for the Dawn 앨범
- 마이클 로메오 - 기타
- 롤랜드 그래포우 - 기타
- 야리 카이누라이넨 - 베이스
- 새미 비르타넨 - 기타
- 미코 하르킨 - 키보드
- 자네 위르만 - 키보드
- 미르카 란타넨 - 드럼
- 가스 립스틱 - 드럼

#### Coldness 앨범
- 마이클 로메오 - 기타
- 야리 카이누라이넨 - 베이스
- 자네 위르만 - 키보드
- 미르카 란타넨 - 드럼
- 유하니 맘베르그 - 기타

#### Serenity 앨범
- 투오마스 와이놀라 - 기타
- 로리 포라 - 베이스
- 자네 위르만 - 키보드
- 미르카 란타넨 - 드럼

## 같이 보기
- 스트라토바리우스